# Seogang-dong, Seoul
Seogang-dong (koreanska: 서강동)  är en stadsdel i stadsdistriktet Mapo-gu i Sydkoreas huvudstad Seoul.